# Estadi Comunal d'Aixovall
Het Estadi Comunal d'Aixovall was een klein voetbalstadion in het Andorrese plaatsje Aixovall, gelegen in de parochie Sant Julià de Lòria, vlak bij de nationale hoofdstad Andorra la Vella. Het stadion had een capaciteit van 1.000 toeschouwers, allemaal zitplaatsen, en was daarmee Andorra's op een na grootste voetbalstadion tot de opening van het Estadi Nacional. Vanwege de bouw van dit nieuwe nationaal stadion werd het Estadi Comunal d'Aixovall overbodig. In 2016 werd het gesloopt. Het stadion was eenmaal het decor van een interland van het Andorrees voetbalelftal. Het Estadi Comunal d'Aixovall en het andere stadion, op 3.5 kilometer van elkaar gelegen, het Estadi Comunal d'Andorra la Vella organiseerden samen alle wedstrijden van Andorra's twee hoogste voetbalcompetities, de Lliga de Primera Divisió en de Lliga de Segona Divisió.
| 1 | 26 april 2000 | Andorra – Wit-Rusland | 2 – 0 | Vriendshappelijk | 500 |